# 鼻糞
鼻糞／鼻屎（はなくそ）とは、鼻水とホコリが鼻の穴の中で固まったものである。

## 色
色は、白色あるいは黄色が一般的である。
風邪をひいた時の鼻糞は黄色くなるが、これは白血球が風邪ウイルスと戦って死んだ残骸が鼻水として体外に出されたものである。濃い緑色をしているときは、好中球のペルオキシダーゼが産生されている証拠なので何らかの炎症を起こしている可能性が高い。
喫煙者の場合煙草の煙により、黒く変色してしまう場合がある。また、血が混じっても黒く変色する。

## 除去
鼻の穴に指（または綿棒）を入れて鼻糞を除去する行為を「鼻（糞）をほじる」という。さらに、鼻をかむ際に鼻糞が出ることもある。鼻毛と一緒に出る場合もある。
また、鼻糞を除去している際に鼻の粘膜を傷つけ、鼻血を誘発してしまう場合もある。指を使っての鼻糞除去は鼻血や鼻の感染症を引き起こす可能性があるので、ほとんどの専門家は指ではなくティッシュペーパーを使うことを薦めている。ただし、指で鼻糞を取り除いても嗅覚には悪影響が及ばないと思われる。これはにおいを感じる嗅上皮がある鼻腔の上部まで指が届くことはないからである。

## 名称
目糞（目やに）は眼脂（ガンシ）、耳糞（耳あか）は耳垢（ジコウ）、歯糞（歯かす）は歯垢（シコウ）と呼ぶのが正式な用語とされるが、鼻糞には正式な用語がない、もしくは「鼻糞」自体が正式な用語であるとされる。「糞」という言葉を嫌って、鼻垢（ビコウ）などを正式な用語にすべきではないかとする意見がある。
東北弁など一部の方言では鼻こび（鼻の垢の意）とも呼ばれている。

## その他
- 「目糞鼻糞を笑う」ということわざは、似た欠点を持つもの同士が自分を棚に上げて相手を笑う様をさす。
- 京都府の一部の寺では、釈迦の涅槃会の頃に鏡餅を割ってあられにした花供曽を一年間の無病息災を祈願して参拝客に配っているが、同音であることから古くから「お釈迦様のはなくそ」として親しまれている。